# Second Honeymoon (1937)
Second Honeymoon ist eine US-amerikanische Screwball-Komödie in Schwarz-Weiß aus dem Jahr 1937. Regie führte Walter Lang, das Drehbuch schrieben Kathryn Scola und Darrell Ware nach der Geschichte Second Honeymoon, die Philip Wylie 1936 im Red Book Magazine veröffentlicht hatte. Die Hauptrollen spielten Tyrone Power und Loretta Young.

## Handlung
Vickie Benton, die mit ihrem Ehemann Bob, einem erfolgreichen Fabrikanten, auf Reisen ist, trifft in Miami zufällig auf Raoul McLeish, ihren ersten Ehemann. Sie hat ihn, den Erben einer Tintenfabrik, die auch ohne seine Aufsicht viel Geld einbringt, wegen seiner Unzuverlässigkeit verlassen und dann den zuverlässigen, aber auch langweiligen Bob geheiratet. Da Bob Raoul schon länger kennen lernen will, stellt sie die beiden einander vor. Dabei sind auch ihre Freundin Marcia und deren Mann Herbie, die in Miami wohnen. Beim nächsten Treffen der fünf bringt Raoul die junge und attraktive Zigarettenverkäuferin Joy mit, die sich gut mit Bob versteht. Spätestens als die beiden die Gruppe für einige Zeit verlassen, wird Vickie eifersüchtig.
Wenige Tage später lädt Raoul Vickie, Marcia und deren Ehegatten auf einen Fischkutter ein, von dem aus er Fische harpunieren will. Als Vickie ins Wasser fällt, stößt Raoul Bob hinterher, damit der sie rettet. Kaum sind alle wieder an Bord, gelingt es Raoul, einen Rochen zu harpunieren, der sich aber als zu groß für das Boot herausstellt und droht, es aufs Meer hinauszuziehen. Raoul konzentriert sich weiterhin auf den Fang, doch Bob findet, dass das viel zu gefährlich und kein Spaß mehr sei. Daher kappt er das Seil, das die Harpune mit dem Boot verbindet. In der folgenden Nacht geht Vickie, die nicht schlafen kann, ans Meer, wo Raoul sie schon erwartet. Die beiden sprechen über ihre Ehe und erinnern sich bald wieder, warum die gescheitert ist. Also kündigt Raoul an, am nächsten Tag abzureisen. Am Morgen verabschiedet sich Vickie telefonisch von ihm. Dabei erzählt sie, dass auch Bob abreisen wird, weil er sich um einen Arbeitskampf in seiner Firma kümmern muss. Daraufhin beschließt Raoul, doch noch etwas zu bleiben und weiterhin um Vickie, die bei Marcia und deren Mann untergekommen ist, zu werben. Obwohl sowohl Raoul als auch Vickie glauben, dass sie sich gegenseitig unglücklich machen würden, finden sie zusammen. Als Bob erkennt, dass er nicht wie geplant nach Miami zurückkehren kann, befiehlt er Vickie telefonisch, sofort nach Hause zu kommen. Die reagiert verärgert und kündigt an, mindestens noch einen Tag in Miami bleiben zu wollen. Raoul dagegen plant erneut abzureisen. Als er seinen Kammerdiener Leo MacTavish darüber informiert, erfährt er, dass dieser am nächsten Tag Joy heiraten will. Die beiden haben sich kennengelernt, als Joy Raoul besuchen wollte, dieser aber unterwegs war. Raoul reagiert erfreut darauf. Er gibt Leo eine lukrativere Stelle in seiner Tintenfabrik und verspricht, die Hochzeit noch vor seiner Abreise zu organisieren und zu finanzieren.
Am nächsten Morgen fährt Vickie zum Flughafen, um sich von Raoul zu verabschieden, trifft dort aber nur auf die frisch verheiratete Joy, die ihr erzählt, wie großartig Raoul ihre Hochzeit organisiert habe. Vickie glaubt, Raoul habe Joy geheiratet, und fährt empört zurück zu Marcia. In der Zwischenzeit ist Bob dort eingetroffen und sucht nun Vickie auf dem Flughafen. Dort trifft er auf Raoul, der durch Joy von dem Missverständnis erfahren hat und ebenfalls nach Vickie sucht. Zunächst tun sich die beiden zusammen, doch bald prügeln sie sich und werden deswegen verhaftet. Raoul sorgt dafür, dass die Polizei Vickie über die Verhaftung Bobs informiert. Vickie, Marcia und Herbie begeben sich sofort dorthin und zahlen die Kaution für Bob. Da dabei mehrere Reporter von Bobs Verhaftung erfahren, reagiert der verärgert, was zur sofortigen Trennung von Vickie und Bob führt. Erst als Bob und die Reporter das Gebäude verlassen haben, erfährt Vickie, dass auch Raoul verhaftet wurde. Die drei schaffen es mit Hilfe von Joy und Leo, die gerade ebenfalls eingetroffen sind, auch die Kaution für Raoul zu zahlen. Endlich können Joy und Leo ihre Flitterwochen beginnen. Vickie und Raoul heiraten ebenfalls.

## Hintergrund
20th Century Fox sicherte sich die Filmrechte an Philip Wylies Geschichte Second Honeymoon bereits, bevor sie veröffentlicht worden war.
Second Honeymoon ist der vierte von fünf Filmen, die Loretta Young und Tyrone Power zwischen 1936 und 1938 zusammen drehten. Die Rolle der Marcia sollte zunächst von Phyllis Bruce gespielt werden, die aber aus gesundheitlichen Gründen absagen und die Rolle an Louise Henry abgeben musste. Diese wurde schließlich durch Claire Trevor ersetzt. Marjorie Weaver hatte in diesem Film ihre erste größere Rolle und wurde wegen ihrer Leistung darin als kommender Star gehandelt. So setzte sich Loretta Young für sie bei Fox für Hauptrollen ein. Darryl F. Zanuck fügte dem Film einen Trailer hinzu, in dem er einigen Schauspielern und Schauspielerinnen eine hervorragende Zukunft vorhersagte. Marjorie Weaver war eine von ihnen.
Artdirector war Bernard Herzbrun. Für das Szenenbild war Thomas Little und für die Kostüme Gwen Wakeling verantwortlich.
Der unabhängige Filmproduzent Larry Darmour versuchte, auf gerichtlichem Wege zu verhindern, dass der Film unter dem Titel Second Honeymoon veröffentlicht wird. Er besaß die Rechte für einen britischen Roman namens The Second Honeymoon, der 1930 mit diesem Titel unter der Regie von Phil Rosen verfilmt worden war, und sah den Erfolg eines möglichen Remakes in Gefahr. Nachdem ein New Yorker Gericht die Klage zurückgewiesen hatte, beschwerte sich Darmour bei Will H. Hays, dem Direktor der Motion Picture Producers and Distributors Association of America, und drohte sowohl mit einer Klage in England als auch damit, sich ans US-Justizministerium zu wenden.
Second Honeymoon wurde von 20th Century Fox produziert und vertrieben. Gedreht wurde in der Zeit zwischen dem 1. September und Anfang Oktober 1937. Die Uraufführung war am 19. November 1937. Über eine deutschsprachige Aufführung ist nichts bekannt.

## Rezeption

### Kritiken
Die meisten Kritiker bewerteten den Film oder zumindest seine Story negativ. Er sei eine extrem leichtgewichtige Komödie mit wenig Inhalt und phantasielos. Die Geschichte sei schwach, besonders bei der Charakterisierung der Hauptrollen. Die Geschichten von Philip Wylie seien eben schwer zu verfilmen. Eine Zusammenfassung des Inhalts bringe nichts. Es sei dennoch eine gute Komödie, die manchmal satirisch werde, zweifellos unterhaltsam und mit ungewöhnlich gut geschriebenen Dialogen.
Die Besetzung wird dagegen gelobt. Während Leonard Maltin einfach von einer attraktiven Besetzung schreibt, nennt Variety die Schauspieler erstklassig, während Frank S. Nugent meinte, sie hätten ihre Pflicht getan und seien natürlich nicht für das Script verantwortlich. Individuell werden Tyrone Power und Loretta Young gelobt, die beide glänzten und nie attraktiver gewesen seien. Besonders hervorgehoben wird Marjorie Weaver. Während Nugent mehr auf sie hinwies, wobei er sie als sehr attraktiv bezeichnete, und die Damen von der American Association of University Women meinten, sie habe eine vielversprechende Zukunft, werden andere geradezu euphorisch. Motion Picture Daily findet zwar die gesamte Besetzung sehr gut, hebt dabei aber Marjorie Weaver ausdrücklich hervor und berichtet, dass sie das Publikum im Preview so beeindruckt habe, dass ihr Name nach der Vorstellung am häufigsten genannt wurde. Die Variety meinte, sie sei trotz der Rolle in der zweiten Reihe die interessanteste im gesamten Film und jeglicher Lorbeer, der für den Film verteilt werde, gebühre ihr. Sie und die Namen der Stars retten den Film.

### Folgen
1942 erschien eine weitere Verfilmung des Themas, ebenfalls bei 20th Century Fox: Frühlingsrausch (Springtime in the Rockies) von Irving Cummings mit Betty Grable, John Payne, Carmen Miranda and Cesar Romero.